# カルロス・サンタナ (野球)
カルロス・サンタナ（Carlos Santana, 1986年4月8日 - ）は、ドミニカ共和国サントドミンゴ出身のプロ野球選手（内野手、捕手）。右投両打。MLBのクリーブランド・ガーディアンズ所属。愛称は"スランタナ"（"Slamtana"）他（後述）。

## 経歴

### プロ入りとドジャース傘下時代
2004年に三塁手兼外野手としてロサンゼルス・ドジャースと契約を結びプロ入り。
2005年にアメリカ合衆国へ渡り、マイナーリーグ最下層のルーキー級ガルフ・コーストリーグでプロデビューするが、この年は三塁手と外野手のほかに捕手や二塁手としても出場しており、ポジションが定まっていなかった。
2007年、A級グレートレイクス・ルーンズに所属していたサンタナは素質を見込まれて捕手へコンバートされる。だが、それまで本格的なポジション変更を体験したことがなかったというサンタナにとって捕手挑戦は大きな負担となり、また参加するミッドウェストリーグが展開しているアメリカ合衆国北東部の涼しい気候に適応できなかったこともあって、86試合で打率.223、OPS.688と不振に陥った。
2008年はA+級インランド・エンパイア・シックスティシクサーズに昇格したサンタナは復調。シーズン途中まで99試合に出場して打率.323、14本塁打、96打点、OPS.993という好成績を残す。

### インディアンス時代
2008年7月26日にケイシー・ブレイクとのトレードで、ジョン・メローンとともにインディアンスへ移籍。ドジャース側がブレイクの年俸負担をインディアンスに求めたのに対し、インディアンス側はサンタナを差し出すことを条件にしたという。移籍後はAA級アクロン・エアロズまで昇格。シーズン終了後にベースボール・アメリカが発表した若手有望株ランキングでは、サンタナはインディアンス傘下の1位という高評価を受けた。
2009年も、AA級アクロンで130試合に出場し打率.290、23本塁打、97打点、OPS.943を記録し、参加するイースタンリーグのMVPを受賞した。
2010年は開幕をAAA級コロンバス・クリッパーズで迎えることになった。自身の誕生日でもある4月8日に行われたインディアナポリス・インディアンスとのシーズン開幕戦でサンタナは、5打数4安打2本塁打4打点の活躍を見せた。2本塁打は、1本目は4回裏の第2打席でジェレミー・パウエルから右中間へ、2本目は7回裏の第4打席でビニー・チュークから左翼へ、それぞれ放っている。その後も打ち続けたサンタナは、6月10日までの57試合で打率.316、13本塁打、51打点、OPS 1.044という成績を残した。一方の守備面では、インディアンスでコーチを務める元捕手のサンディー・アロマー・ジュニアに「彼にはまだ学び成長する必要がある」と指摘されていたが、5月下旬頃には球団GMのマーク・シャパイロから一定のレベルには達したと判断されるまでに成長。6月11日、サンタナは同じ捕手のルー・マーソンとの入れ替わりでメジャーへの昇格を果たす。
同日のワシントン・ナショナルズ戦でサンタナはメジャー初出場。主力選手のうちアズドルバル・カブレラとグレイディ・サイズモアが故障者リスト入りで欠場中という事情もあり、デビュー戦から3番打者としての先発出場となった。この試合では3打数無安打に終わるが、翌12日の同じカードでは2回裏の第2打席にJ.D.マーティンから適時二塁打を放ちメジャー初安打・初打点を記録すると、5回裏の第3打席にはマーティンからメジャー初本塁打も放った。この試合以降サンタナはOPS.850以上を維持し続け、また盗塁阻止率でも35.3%を記録するなど攻守に奮闘する。だが8月2日のレッドソックス戦で7回裏の守備中、二塁走者ライアン・ケイリッシュの本塁突入をブロックした際に左膝を痛めて途中退場。翌3日には故障者リスト入りとなり、6日に靭帯を手術してシーズンを終えた。
インディアンスの地元オハイオ州クリーブランドでは、サンタナの打撃力を生かすために故障の危険性が低いポジションへの再転向を勧める声もあったが、監督のマニー・アクタは「すべての捕手は怪我を克服してきている。彼は捕手として価値がある」と述べ、2011年以降もサンタナを捕手として起用する考えを示している。

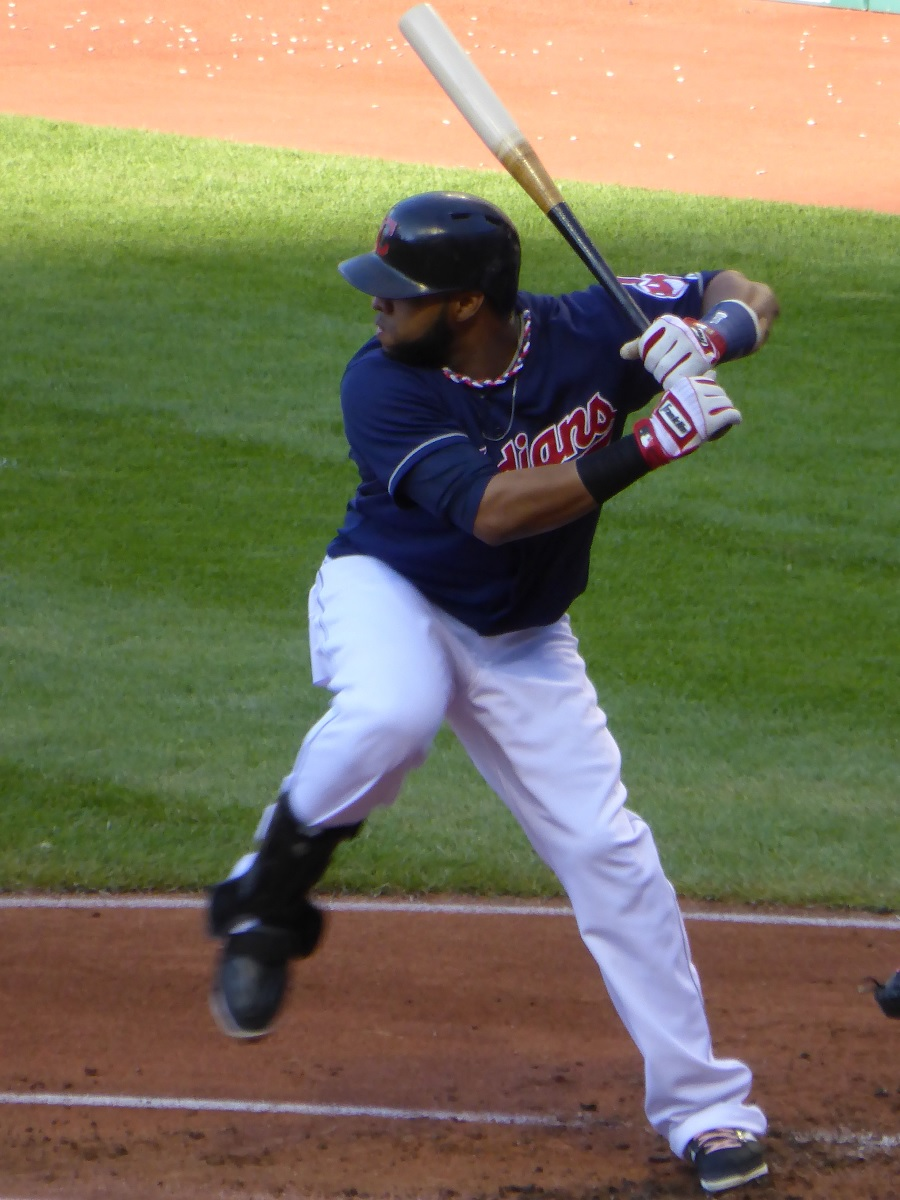
クリーブランド・インディアンス時代
（2014年7月8日）

2012年4月、インディアンスと2016年までの5年総額2100万ドルで契約延長（6年目の2017年は球団に選択権のある1200万ドルの契約）。
2013年はシーズン開幕前の3月に開催された第3回ワールド・ベースボール・クラシック（WBC）のドミニカ共和国代表に選出された。
2014年のスプリングトレーニングから三塁手の練習を開始した。前年は若手のヤン・ゴームズが捕手として85試合に出場する（サンタナは84試合、2012年は100試合だった）など、ポジションが奪われたことを自覚。フルシーズンで指名打者起用されることを望んでいなかったため、三塁手の練習に取り組み始めた。2014年シーズンは、主に一塁手で試合出場した。捕手での出場は11試合にとどまった。まず打撃面では、打率こそメジャーデビュー以来ワーストの.231に留まったものの、自己ベストタイとなる27本塁打を放ち、こちらも自己ベストとなる85打点を記録した。また、2011年から2013年までの3年間90台だった四球を113まで増やし、リーグ1位だった。オフの11月7日に日米野球2014のMLB選抜に選出された。
2015年は一塁手のレギュラーで起用された。この年は154試合に出場し、打率.231、19本塁打、85打点という成績を残した。なお、2号本塁打はサンタナにとっての通算100号本塁打だった。また、85打点は前年に続き自己ベストタイだった。選球眼は相変わらずのハイレベルで、ア・リーグ2位となる108四球を記録した。走塁面では、自身初の2桁盗塁となる11個を決めた。一塁手の守備は、DRSこそ-4だったが、132試合で失策は3個に留めて守備率は.997だった。
2016年はマイク・ナポリと一塁手及び指名打者を分け合いつつ、158試合に出場した。打撃面では打率.259、34本塁打、87打点、OPS.865という好成績を残し、本塁打は自身初の30本台、OPSはルーキーイヤー以来となる高水準だった。持ち前の選球眼も健在で、リーグ3位の99四球を記録した事で出塁率.366も同8位にランクインした。64試合で守った一塁手の守備は、5失策、守備率.991、DRS+1だった。またシカゴ・カブスとのワールドシリーズでの指名打者制のないビジターでの試合では左翼手としても出場した。
2017年はシーズン開幕前の2月8日に第4回WBCのドミニカ共和国代表に選出され、2大会連続2度目の選出を果たした。WBCでは全6試合に出場し、打率.308（26打数8安打）、3打点、OPS.718などの成績を残した。シーズンでは154試合の出場で打率.259、23本塁打、79打点だった。守備ではFAで指名打者のエドウィン・エンカーナシオンが加入したことにより、ほとんどを一塁手として出場した。故障者の穴埋めのために初めて右翼手として出場した（7試合）。シーズンオフの11月2日にFAとなった。球団はクオリファイング・オファーを提示したが、11月16日に拒否した。

### フィリーズ時代

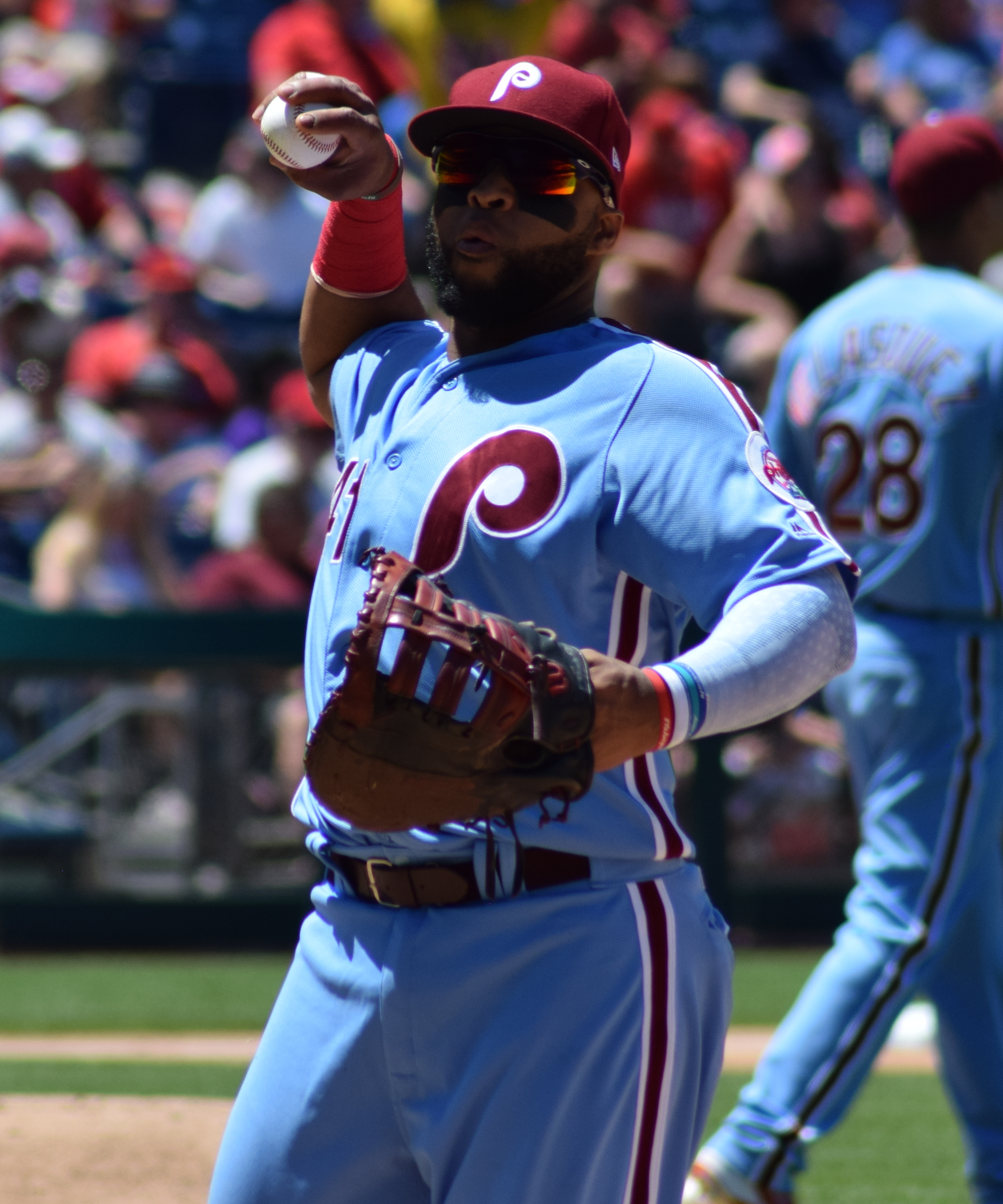
フィラデルフィア・フィリーズ時代
（2018年6月14日）

2017年12月15日、フィラデルフィア・フィリーズと3年総額6000万ドルの契約に合意した（4年目の2021年は球団に選択権のある1750万ドルの契約）。指名打者制のないナショナルリーグ球団への所属は初めてとなった。総額6000万ドルの契約はこのオフのFA選手としては6番目に高額であった（エリック・ホズマー、ダルビッシュ有、J.D.マルティネス、ロレンゾ・ケイン、ジェイク・アリエータに次ぐ）。
2018年は開幕から「2番・一塁手」として出場。オフには2018日米野球のMLB選抜に選出された。MLB選抜では唯一の前回に続き2回連続での選出であった。11月9日に日米野球第1戦で3点本塁打を記録した。

### インディアンス復帰
2018年12月3日にジーン・セグラ、フアン・ニカシオ、ジェームズ・パゾスとのトレードにより、J.P.クロフォードと共に一旦はシアトル・マリナーズへ移籍した。しかしその10日後の12月13日にタンパベイ・レイズ、マリナーズ、インディアンスの3球団による三角トレードにより2年ぶりにインディアンス復帰を果たした。
2019年4月28日の対ヒューストン・アストロズ戦にてウェイド・マイリーからMLB通算200号本塁打を記録した。 
このシーズン、自身が所属するインディアンスの本拠地プログレッシブ・フィールドで開催されたオールスターゲームに、ファン投票で選出され、オールスターゲーム初出場を果たした。さらにアメリカンリーグの4番ファーストとしてスターティングメンバーに起用された  。 またホームランダービーにも出場したが、1回戦でニューヨーク・メッツのピート・アロンソに敗れた。最終的な成績は打率.281、34本塁打、93打点、OPS.911を記録し、シルバースラッガー賞（一塁手）を受賞した。
2020年はCOVID-19の影響により短縮シーズンとなった。シーズン成績は前年度から急落し、打率.199はアメリカンリーグで規定打席に到達した67選手中64位、長打率.350は同60位と不本意な結果となった。一方、四球はリーグ最多の47個を選び、出塁率も.349で24位と比較的良好であった。オフの10月30日にチームオプションを破棄され、FAとなった。

### ロイヤルズ時代
2020年12月8日にカンザスシティ・ロイヤルズと2年総額1750万ドルで契約した。
2021年4月17日に行われたトロント・ブルージェイズ戦のダブルヘッダー第1試合の7回裏の打席で、ラファエル・ドリスから史上121人目となる通算1000個目の四球を選んだ。現役選手ではアルバート・プホルス、ジョーイ・ボット、ミゲル・カブレラに次ぐ4人目。

### マリナーズ時代
2022年6月27日にワイアット・ミルズ、ウィリアム・フレミングとのトレードで、金銭と共にマリナーズへ移籍した。オフの11月6日にFAとなった。

### パイレーツ時代
2022年11月29日にピッツバーグ・パイレーツと672万5000ドルの単年契約を結んだ。

### ブルワーズ時代
2023年はシーズン途中にトレードでミルウォーキー・ブルワーズへ移籍した。オフの11月3日にFAとなった。

### ツインズ時代
2024年2月7日にミネソタ・ツインズと1年525万ドルプラス出来高の契約を結んだ。11月3日にゴールドグラブ賞受賞が発表された。38歳174日での初受賞は野手では最年長となる。

### ガーディアンズ時代
2024年12月23日に1年1200万ドルでクリーブランド・ガーディアンズと契約を結んだ。

## 選手としての特徴
スイッチヒッター。引っ張り方向の打球の割合がMLB通算53%とMLB屈指のプルヒッターで、左右両打席ともに引っ張る方向の打球が多い。このため、相手側チームは左打席ならば右翼側、右打席ならば左翼側に偏った守備シフトを敷くことが多い。それを逆手に取って左打席では毎年のように三塁ベース付近にバントヒットを決める。2016年10月14日のリーグチャンピオンシップシリーズの初戦では、初回先頭打者でバントヒットを決めた。投球に対してスイングする割合が通算38%、ボール球スイング率が通算18.5%と共にMLB屈指の低さを誇る。特に、ボール球スイング率については、優れた選球眼を持つことで知られるジョーイ・ボットの19.6%やマイク・トラウトの19.9%をも下回る数値であり、彼らと同様に並外れた選球眼を持っていることがわかる。毎年、三振と同数程度の四球を選ぶことができるため、打率に対して出塁率は高く、IsoD（出塁率-打率）は通算.117（2022年シーズン終了時点）を数える。そのため、1番打者として起用されることも多く、2016年シーズンはチーム最多の85試合で1番打者として出場した。

## 人物
2019年4月19日に当時のインディアンスでチームメイトだったハンリー・ラミレスとともにアメリカ市民権を取得した。
愛称は複数あり、"アクスマン"("Axeman"、中軸・中心人物の意味）、"エル・オソ"("El Oso"、スペイン語で「熊」）、"スランタナ"("Slamtana")があり、2017年のプレイヤーズ・ウィークエンドではスランタナを背ネームに使用している。

## 詳細情報

### 年度別打撃成績
| 年 度     | 球 団     | 試 合 | 打 席 | 打 数 | 得 点 | 安 打 | 二 塁 打 | 三 塁 打 | 本 塁 打 | 塁 打 | 打 点 | 盗 塁 | 盗 塁 死 | 犠 打 | 犠 飛 | 四 球 | 敬 遠 | 死 球 | 三 振 | 併 殺 打 | 打 率 | 出 塁 率 | 長 打 率 | O P S |
| --------- | --------- | ----- | ----- | ----- | ----- | ----- | -------- | -------- | -------- | ----- | ----- | ----- | -------- | ----- | ----- | ----- | ----- | ----- | ----- | -------- | ----- | -------- | -------- | ----- |
| 2010      | CLE       | 46    | 192   | 150   | 23    | 39    | 13       | 0        | 6        | 70    | 22    | 3     | 0        | 0     | 4     | 37    | 2     | 1     | 29    | 3        | .260  | .401     | .467     | .868  |
| 2011      | CLE       | 155   | 658   | 552   | 84    | 132   | 35       | 2        | 27       | 252   | 79    | 5     | 3        | 0     | 7     | 97    | 7     | 2     | 133   | 15       | .239  | .351     | .457     | .808  |
| 2012      | CLE       | 143   | 609   | 507   | 72    | 128   | 27       | 2        | 18       | 213   | 76    | 3     | 5        | 0     | 8     | 91    | 4     | 3     | 101   | 21       | .252  | .365     | .420     | .785  |
| 2013      | CLE       | 154   | 642   | 541   | 75    | 145   | 39       | 1        | 20       | 246   | 74    | 3     | 1        | 0     | 4     | 93    | 6     | 4     | 110   | 7        | .268  | .377     | .455     | .832  |
| 2014      | CLE       | 152   | 660   | 541   | 68    | 125   | 25       | 0        | 27       | 231   | 85    | 5     | 2        | 0     | 3     | 113   | 5     | 3     | 124   | 13       | .231  | .365     | .427     | .792  |
| 2015      | CLE       | 154   | 666   | 550   | 72    | 127   | 29       | 2        | 19       | 217   | 85    | 11    | 3        | 0     | 5     | 108   | 8     | 3     | 122   | 20       | .231  | .357     | .395     | .752  |
| 2016      | CLE       | 158   | 688   | 582   | 89    | 151   | 31       | 3        | 34       | 290   | 87    | 5     | 2        | 0     | 5     | 99    | 0     | 2     | 99    | 18       | .259  | .366     | .498     | .865  |
| 2017      | CLE       | 154   | 667   | 571   | 90    | 148   | 37       | 3        | 23       | 260   | 79    | 5     | 1        | 0     | 2     | 88    | 6     | 6     | 94    | 11       | .259  | .363     | .455     | .818  |
| 2018      | PHI       | 161   | 679   | 560   | 82    | 128   | 28       | 2        | 24       | 232   | 86    | 2     | 1        | 0     | 8     | 110   | 6     | 1     | 93    | 12       | .229  | .352     | .414     | .766  |
| 2019      | CLE       | 158   | 686   | 573   | 110   | 161   | 30       | 1        | 34       | 295   | 93    | 4     | 0        | 0     | 2     | 108   | 12    | 3     | 108   | 13       | .281  | .397     | .515     | .911  |
| 2020      | CLE       | 60    | 255   | 206   | 34    | 41    | 7        | 0        | 8        | 72    | 30    | 0     | 0        | 0     | 1     | 47    | 1     | 1     | 43    | 5        | .199  | .349     | .350     | .699  |
| 2021      | KC        | 158   | 659   | 565   | 66    | 121   | 15       | 0        | 19       | 193   | 69    | 2     | 0        | 0     | 5     | 86    | 3     | 3     | 102   | 12       | .214  | .319     | .342     | .660  |
| 2022      | KC        | 52    | 212   | 176   | 17    | 38    | 10       | 0        | 4        | 60    | 21    | 0     | 0        | 0     | 0     | 36    | 1     | 0     | 28    | 1        | .216  | .349     | .341     | .690  |
| 2022      | SEA       | 79    | 294   | 255   | 35    | 49    | 8        | 0        | 15       | 102   | 39    | 0     | 0        | 0     | 2     | 35    | 1     | 2     | 60    | 8        | .192  | .293     | .400     | .693  |
| '22計     | SEA       | 131   | 506   | 431   | 52    | 87    | 18       | 0        | 19       | 162   | 60    | 0     | 0        | 0     | 2     | 71    | 2     | 2     | 88    | 9        | .202  | .316     | .376     | .692  |
| 2023      | PIT       | 94    | 393   | 345   | 45    | 81    | 25       | 0        | 12       | 142   | 53    | 6     | 0        | 0     | 3     | 45    | 0     | 0     | 69    | 3        | .235  | .321     | .412     | .732  |
| 2023      | MIL       | 52    | 226   | 205   | 33    | 51    | 8        | 1        | 11       | 94    | 33    | 0     | 0        | 0     | 1     | 20    | 0     | 0     | 35    | 8        | .249  | .314     | .459     | .773  |
| '23計     | MIL       | 146   | 619   | 550   | 78    | 132   | 33       | 1        | 23       | 236   | 86    | 6     | 0        | 0     | 4     | 65    | 0     | 0     | 104   | 11       | .240  | .318     | .429     | .747  |
| 2024      | MIN       | 150   | 594   | 521   | 63    | 124   | 26       | 0        | 23       | 219   | 71    | 4     | 0        | 0     | 2     | 65    | 3     | 6     | 99    | 11       | .238  | .328     | .420     | .749  |
| MLB：15年 | MLB：15年 | 2080  | 8780  | 7400  | 1058  | 1789  | 393      | 17       | 324      | 3188  | 1082  | 58    | 18       | 0     | 62    | 1278  | 65    | 40    | 1449  | 181      | .242  | .354     | .431     | .785  |

- 2024年度シーズン終了時
- 各年度の太字はリーグ最高

### 年度別守備成績
捕手・内野守備
| 年 度 | 球 団 | 捕手（C） | 捕手（C） | 捕手（C） | 捕手（C） | 捕手（C） | 捕手（C） | 捕手（C） | 捕手（C） | 捕手（C） | 捕手（C） | 捕手（C） | 一塁（1B） | 一塁（1B） | 一塁（1B） | 一塁（1B） | 一塁（1B） | 一塁（1B） | 三塁（3B） | 三塁（3B） | 三塁（3B） | 三塁（3B） | 三塁（3B） | 三塁（3B） |
| 年 度 | 球 団 | 試 合     | 刺 殺     | 補 殺     | 失 策     | 併 殺     | 守 備 率  | 捕 逸     | 企 図 数  | 許 盗 塁  | 盗 塁 刺  | 阻 止 率  | 試 合      | 刺 殺      | 補 殺      | 失 策      | 併 殺      | 守 備 率   | 試 合      | 刺 殺      | 補 殺      | 失 策      | 併 殺      | 守 備 率   |
| ----- | ----- | --------- | --------- | --------- | --------- | --------- | --------- | --------- | --------- | --------- | --------- | --------- | ---------- | ---------- | ---------- | ---------- | ---------- | ---------- | ---------- | ---------- | ---------- | ---------- | ---------- | ---------- |
| 2010  | CLE   | 40        | 245       | 22        | 3         | 2         | .989      | 4         | 34        | 22        | 12        | .353      | -          | -          | -          | -          | -          | -          | -          | -          | -          | -          | -          | -          |
| 2011  | CLE   | 95        | 580       | 43        | 7         | 4         | .989      | 4         | 84        | 56        | 18        | .243      | 66         | 622        | 43         | 4          | 43         | .994       | -          | -          | -          | -          | -          | -          |
| 2012  | CLE   | 100       | 628       | 65        | 7         | 3         | .990      | 10        | 95        | 70        | 25        | .263      | 21         | 160        | 13         | 2          | 21         | .989       | -          | -          | -          | -          | -          | -          |
| 2013  | CLE   | 84        | 694       | 33        | 4         | 2         | .995      | 5         | 62        | 51        | 11        | .177      | 29         | 185        | 9          | 1          | 29         | .995       | -          | -          | -          | -          | -          | -          |
| 2014  | CLE   | 11        | 94        | 10        | 0         | 1         | 1.000     | 2         | 12        | 8         | 4         | .333      | 94         | 842        | 64         | 5          | 71         | .995       | 26         | 25         | 35         | 6          | 3          | .909       |
| 2015  | CLE   | -         | -         | -         | -         | -         | -         | -         | -         | -         | -         | -         | 132        | 1061       | 77         | 3          | 110        | .997       | -          | -          | -          | -          | -          | -          |
| 2016  | CLE   | -         | -         | -         | -         | -         | -         | -         | -         | -         | -         | -         | 64         | 513        | 53         | 5          | 48         | .991       | -          | -          | -          | -          | -          | -          |
| 2017  | CLE   | -         | -         | -         | -         | -         | -         | -         | -         | -         | -         | -         | 140        | 1055       | 95         | 5          | 129        | .996       | -          | -          | -          | -          | -          | -          |
| 2018  | PHI   | -         | -         | -         | -         | -         | -         | -         | -         | -         | -         | -         | 149        | 1167       | 76         | 10         | 114        | .992       | 19         | 9          | 29         | 1          | 3          | .974       |
| 2019  | CLE   | -         | -         | -         | -         | -         | -         | -         | -         | -         | -         | -         | 135        | 951        | 73         | 10         | 77         | .990       | -          | -          | -          | -          | -          | -          |
| 2020  | CLE   | -         | -         | -         | -         | -         | -         | -         | -         | -         | -         | -         | 60         | 413        | 36         | 4          | 44         | .991       | -          | -          | -          | -          | -          | -          |
| 2021  | KC    | -         | -         | -         | -         | -         | -         | -         | -         | -         | -         | -         | 136        | 1001       | 50         | 7          | 117        | .993       | -          | -          | -          | -          | -          | -          |
| 2022  | KC    | -         | -         | -         | -         | -         | -         | -         | -         | -         | -         | -         | 42         | 330        | 26         | 2          | 31         | .994       | -          | -          | -          | -          | -          | -          |
| 2022  | SEA   | -         | -         | -         | -         | -         | -         | -         | -         | -         | -         | -         | 34         | 243        | 24         | 0          | 23         | 1.000      | -          | -          | -          | -          | -          | -          |
| '22計 | SEA   | -         | -         | -         | -         | -         | -         | -         | -         | -         | -         | -         | 76         | 573        | 50         | 2          | 54         | .997       | -          | -          | -          | -          | -          | -          |
| 2023  | PIT   | -         | -         | -         | -         | -         | -         | -         | -         | -         | -         | -         | 85         | 595        | 70         | 4          | 55         | .994       | -          | -          | -          | -          | -          | -          |
| 2023  | MIL   | -         | -         | -         | -         | -         | -         | -         | -         | -         | -         | -         | 50         | 375        | 33         | 4          | 26         | .990       | -          | -          | -          | -          | -          | -          |
| '23計 | MIL   | -         | -         | -         | -         | -         | -         | -         | -         | -         | -         | -         | 135        | 970        | 103        | 8          | 81         | .993       | -          | -          | -          | -          | -          | -          |
| 2024  | MIN   | -         | -         | -         | -         | -         | -         | -         | -         | -         | -         | -         | 146        | 998        | 92         | 4          | 67         | .996       | -          | -          | -          | -          | -          | -          |
| MLB   | MLB   | 330       | 2241      | 173       | 21        | 12        | .991      | 25        | 277       | 207       | 70        | .253      | 1383       | 10511      | 834        | 70         | 1005       | .994       | 45         | 34         | 64         | 7          | 6          | .933       |

外野守備
| 年 度 | 球 団 | 左翼（LF） | 左翼（LF） | 左翼（LF） | 左翼（LF） | 左翼（LF） | 左翼（LF） | 右翼（RF） | 右翼（RF） | 右翼（RF） | 右翼（RF） | 右翼（RF） | 右翼（RF） |
| 年 度 | 球 団 | 試 合      | 刺 殺      | 補 殺      | 失 策      | 併 殺      | 守 備 率   | 試 合      | 刺 殺      | 補 殺      | 失 策      | 併 殺      | 守 備 率   |
| ----- | ----- | ---------- | ---------- | ---------- | ---------- | ---------- | ---------- | ---------- | ---------- | ---------- | ---------- | ---------- | ---------- |
| 2012  | CLE   | 1          | 2          | 0          | 0          | 0          | 1.000      | -          | -          | -          | -          | -          | -          |
| 2017  | CLE   | -          | -          | -          | -          | -          | -          | 7          | 9          | 1          | 0          | 1          | 1.000      |
| 2022  | SEA   | -          | -          | -          | -          | -          | -          | 1          | 0          | 0          | 0          | 0          | ----       |
| MLB   | MLB   | 1          | 2          | 0          | 0          | 0          | 1.000      | 8          | 9          | 1          | 0          | 1          | 1.000      |

- 2024年度シーズン終了時
- 各年度の太字はリーグ最高

### 表彰
- シルバースラッガー賞（一塁手部門）：1回 （2019年）
- ゴールドグラブ賞（一塁手部門）：1回（2024年）
- 優秀守備選手賞（Wilson Defensive Player of the Year Award）：1回（2017年）

### 記録
MiLB
- オールスター・フューチャーズゲーム選出：1回（2009年）

MLB
- 左右打席本塁打：5回
- MLBオールスターゲーム選出：1回（2019年）

### 背番号
- 41（2010年 - 2023年、2025年 - ）
- 30（2024年）

### 代表歴
- 2013 ワールド・ベースボール・クラシック・ドミニカ共和国代表
- 2017 ワールド・ベースボール・クラシック・ドミニカ共和国代表